# 재미핀인 사회주의자연맹
재미핀인 사회주의자연맹(핀란드어: Amerikan Suomalainen Sosialistijärjestö; ASS 아메리칸 수오말라이넨 소시알리스티얘례스퇴; 아앳새앳새[*], 영어: Finnish Socialist Federation; FSF) 또는 합중국 핀인 사회주의자연맹(핀란드어: Yhdysvaltain Suomalainen Sosialistijärjestö; YSS 위흐뒤스발타인 수오말라이넨 소시알리스티얘례스퇴[*])은 20세기 초에 만들어진 조직으로서, 미국 사회당의 핀란드어 구사자 부문조직이었다. 맹원은 2,000 명에서 가장 많을 때는 12,000 명(1913년)에 이르렀다. 1921년 해산되었을 당시 맹원은 6,300 명이었다.

## 역사

### 재미핀인 사회주의 언론의 초기사
핀인들의 미국 이주에는 두 가지 요인이 있었다. 하나는 미국의 경제가 급팩창하면서 노동력이 부족해졌기 때문이고, 다른 하나는 차르주의 러시아 제정의 핀란드에 대한 압제가 날로 심해졌기 때문이다. 미국에서 이민모집관들이 유럽으로 파견되어 토지와 일자리를 약속하며 사람들을 유인했는데, 특히 중부유럽과 북부유럽에서 모집관들의 활동이 활발했다. 핀란드에서 미국으로 이주하는 사람의 수가 가장 많았던 것은 1902년으로, 이해에만 23,152명이 미국으로 이주했다. 1920년까지 미국으로 이주한 핀인들의 수는 총 400,000 명으로 추산되며, 이것은 미국으로 건너가 낳은 아이들까지 포함된 수치다. 1902년에 갑자기 이민이 급증한 직접적인 이유는 1901년 러시아가 핀인들을 러시아군에 징집할 수 있도록 징병법을 개정했기 때문이다. 핀인들은 여기에 크게 저항했다.
1890년대에 보스턴과 뉴욕으로 처음 이민한 핀인들은 교육 및 공제 목적의 노동자협회들(사이마 부조협회, 이마르타 협회)을 조직했다. 1899년부터 재미핀인들 사이에서는 사회주의 선전이 명백해지고, 서로 관계가 없는 군소 조직들이 지역마다 형성되기 시작했다. 특히 동부와 중서부 주들에서 그랬다. 그러나 아직 조직적인 사회주의 정치운동에 어떻게든 연줄이 닿아 있는 조직은 이 중 일부에 지나지 않았다. 예컨대 1899년 8월 24일 매사추세츠주 록퍼드의 재미핀인 단체가 미국 사회민주당에 가맹했다.
헬싱키에서 쫓겨난 사회주의 학생 안테로 탄네르는 록퍼드 단체의 발기인 중 하나였는데, 그가 1900년 초에 가난하고 착취당하는 자들을 대변하는 것을 목적으로 천명하는 핀란드어 주간신문을 발행하기 시작했다. 탄네르는 24주간 신문을 발행한 뒤 자금 부족으로 폐간했다. 이후 1901년 탄네르와 그 동료 마르틴 헨드릭손은 미국 전역을 돌면서 조직화를 했는데, 헨드릭손은 미네소타주의 핀인 공동체를 개척하여 미시간주 핸콕에서 "요우시(핀란드어: Jousi→쇠뇌)라는 사회주의 단체를 만들었다.
1903년, 풍자적인 친사회주의 잡지 『우시 메이캘래이넨』(핀란드어: Uusi Meikäläinen→새로운 우리 사람들)이 매사추세츠주 피츠버그에서 발행되었다. 발행인은 비교적 최근에 도미한 우르호 마키넨이었다. 마키넨은 마찬가지로 최근에 도미한 안티 타르모 등과 함께 돈을 모아 우스터에 작은 인쇄소를 구매하고 1903년 7월 8일 재미핀인노동자출판사(American Finnish Workers Publishing Co.)를 창업했다. 이 회사는 핀란드어 노동계급신문 『아메리칸 수오말라이넨 튀외미에스』(Amerikan Suomalainen Työmies→재미핀인 노동자)를 간행하기 시작했다. 이 신문은 이후 재미핀인 사회의 지도적 언론인 『튀외미에스』로 진화했다. 첫 발행일은 1903년 7월 20일이었고, 주간지, 한 호 분량은 4쪽짜리였다. 초대 주필은 비흐토리 코소넨으로, 코소넨은 첫 호 사설에 이 신문의 근본적 역할은 “인간 존엄과 피압제 민중의 정의”를 지지하는 것이 되어야 한다고 논했다. 1904년 5월, 편집진은 발행처를 중서부에서 가장 큰 핀인 공동체 핸콕으로 옮기기로 했다. 미시간으로 옮긴 『튀외미에스』는 1904년 8월 16일 이전 이후 첫 호를 발행했다. 이 호에는 미국 사회당 대통령 후보 유진 데브스의 선거 정강도 실렸다.

### 사회당 핀인 조직들의 난립과 통합 시도 (1902년-1903년)
1902년에서 1903년 사이에 미국 사회당의 핀란드어 지부는 수십 개가 더 만들어졌다. 이때까지 이들 재미핀인들의 사회주의 운동은 분산되어 있었고 미약했지만, 점진적으로 자신들의 권리를 행사할 수 있는 전국조직을 정식응로 만들기에 이른다.

1904년 사회당 산하 재미핀인 단체들의 대회에 참여한 대표단.

1904년 10월 3일-10월 5일, 오하이오주 클리블랜드에서 이들 서로 독립적인 핀인 단체들이 보다 구실을 잘 할 수 있도록 방법을 찾기 위한 대회가 열렸다. 대회에 참여한 대표자는 14명이었고, 그 중 몇 명은 복수의 단체를 대변했다. 그러나 이 대회에서는 마땅한 결론이 나오지 않았고, 미국 전역에 흩어진 40여개의 재미핀인 단체들은 서로에게 독립적인 상태를 당분간 유지했다. 또한 여기서 3인 위원회를 선출하여 미국 사회당에 어느 핀인 노동자 단체가 사회당과 제휴해야 할지를 상의하도록 했다. 사회당 측에서 나온 대표자들은 전국조직을 만들어 사회당의 정강과 당헌을 채택하고, 각 지역별 단체들은 사회당의 지구당들과 제휴하도록 하자고 조언했다.

### 재미핀인 사회주의자연맹 설립 (1906년)
1906년 8월, 미네소타주 히빙에서 다시 재미 핀인 단체들의 대회가 열렸다. 이번에는 30개 단체가 참여했다. 여기서 영구적 조직으로서 합중국 핀인 사회주의자연맹(Yhdysvaltain Suomalainen Sosialistijärjestö)을 설립할 것을 결의하고, 다양한 조직 사무와 미국 사회당 가맹을 준비를 도맡을 서기를 선출했다. 재미핀인 사회주의자연맹은 5인으로 구성된 집행위원회가 조직의 정무를 보았으며, 집행위원들은 맹원들의 전체투표로 선출되었다. 또한 당시 사회당의 구조를 곤따서 "총위원회"를 만들고 각 주의 대표자들이 대의원으로 참여했다. 총위원회 의석은 각 주별 지회(locals) 숫자에 따라 배분되었다. 논쟁적인 주제는 맹원 전체투표로 결정했는데, 이 역시 미국 사회당의 방식을 크게 따른 것이었다.
1906년 히빙 대회에서 결정된 중요한 혁신적인 것 하나는 전국핀란드어번역사무실을 만들기로 한 것이다. 영어를 핀란드어로 번역하는 데 어려움이 있던 미네소타, 미시간, 위스콘신의 지회들에서는 번역가를 고용해야 했었다. 이 경험을 살려 히빙 대회에서는 모든 지회들에 도움을 줄 수 있는 전국번역자 직위를 설치한 것이다. 그 직후 이 전국번역자를 시카고의 미국사회당 전국본부에 보내는 문제가 사회당측과 논의되었고, 재미핀인 사회주의자연맹은 1907년 1월 1일 정식으로 미국사회당에 가맹했다. 처음에는 연맹에서 사무실 세간과 번역사무실 임대료, 번역자 봉급을 마련했고, 1908년 5월부터 사회당에서 사무실을 마련해 주었으며 번역자와 서기의 봉급은 1910년 10월부터 사회당에서 내 주었다. 초대 전국번역자는 빅토르 바티아(Victor Watia)였다.
히빙 대회에서는 선전 및 조직을 위해 단체를 동부, 중부, 서부의 3개 지역별 지부(영어: alueet 알루에트[*], 영어: regional districts)를 나누었다. 각 지부에는 7인의 지역위원회들이 있어서 사무를 통괄했다. 지부마다 상근 조직가를 고용했으며,  주기적으로 특별 조직가들을 파견하고, 각자 일간지를 발행했다. 동부지부에서는 『라이바야』(핀란드어: Raivaaja→개척자, 1912년 발행부수 6,000부 이상), 중부지부에서는 『튀외미에스』(핀란드어: Työmies→노동자, 1912년 발행부수 12,000 부 이상), 서부지부에서는 『토베리』(핀란드어: Tover→동무, 1912년 발행부수 4,000 부 이상)였다. 이렇게 지부를 나누고 지부마다 기관지를 따로 발행하면서, 지부들 간에 이념적 차이가 발생하기도 했다. 동부지부는 좀더 개량주의적인 성향이었고, 서부와 중부, 특히 중부가 혁명적인 성격이었다.
번역사무실 예산은 맹원들에게 매달 5센트짜리 우표를 팔아서 마련했다. 미국사회당의 주당들 중 일부(모두가 아님)에서 리베이트를 받기도 했다. 1908년 기준 리베이트를 허용한 주들로는 콜로라도, 아이다호, 인디애나, 미시간, 미네소타, 몬태나, 오하이오, 펜실베니아, 워싱턴, 웨스트버지니아, 와이오밍이 있었다.
앞서 언급한 3개 기관지 외에도, 1910년대에 재미핀인 사회주의자들은 다양한 기관지들을 발행하기 시작했다. 매사추세츠주 피츠버그에서는 좀더 이론적인 학술지 성격의 월간지 『새케니애』(핀란드어: Säkeniä→섬광), 미시간주 핸콕에서는 만화 격주간지 『라파톳수』(핀란드어: Lapatossu), 오리건주 아스토리아에서는 여성지 『토베리타르』(핀란드어: Toveritar→여성동무)가 발행되었다. 또한 캐나다 온타리오주 포트아서에서 발행한 『튀외칸사』(핀란드어: Työkansa→노동민중)지의 구독료는 단체의 재원에 큰 보탬이 되었다.
재미핀인 사회주의자연맹은 주요 재미핀인 공동체마다 연맹에서 소유한 회관을 짓고 그 회관을 네트워킹 거점으로 삼는 점으로도 유명했다. 이 노동자회관들은 회의장, 연설장으로 활용되었으며 무도회 같은 특별한 이벤트를 열기도 했다.
1911년 3월부터는 시카고에 소재한 번역자-서기 사무실을 통해 전체 소식을 알리는 회보를 발행하기 시작했다. 회보에는 조직의 공보와 성명, 가맹 현황, 지회별 활동 등이 실렸으며, 무료로 배포되었다.
1912년 6월에 열린 재미핀인 사회주의자연맹 제3차 대회에는 미국 전역에서 58명의 대표자들이 참석했다. 대회 장소는 미네소타주 스미스빌에 소재한 연맹 소유 사립학교 노동인민대학(핀란드어: Työväen Opisto 튀외밴 오피스토[*], 영어: Work People's College)이었다. 이 대회에서는 노동인민대학을 전국조직으로 확장시키는 문제 등이 거론되었으며, 또한 3개 지부가 따로 노는 상황에 대한 비판이 이루어졌다. 그래서 지부별 기관지를 발행하는 주식회사들을 직접소유하는 "사회주의자 신탁"을 만들자는 해결책(최소한 이론적으로는)이 제시되었다. 다만 상세한 실행계획은 추후 논의하기로 했다.

### 제1차 분열 (1914년-1915년)
1914년에서 1915년 사이 재미핀인 사회주의연맹의 활동은 온건한 사민주의 성향의 미국 사회당을 따르는 계열과 급진적인 아나르코생디칼리슴 성향의 세계산업노동자연맹(IWW)을 따르는 계열 사이의 다툼으로 얼룩졌다. 상위조직인 미국사회당에서는 1912년-1913년에 이미 비슷한 구도의 싸움이 먼저 벌어졌었다.
1914년 집행위원회 선거에서 건설적 사회주의(온건파) 노선의 동부지부 『라이바야』 계파가 승리했다. 신임 집행위원회는 혁명적 사회주의(급진파) 노선인 중부지부의 조직, 출판, 자산에 영향을 행사하려 했다. 이 건설적 사회주의 노선의 지도적 인물은 미네소타 대의원 프랑크 알토넨이었다. 한편 혁명적 사회주의 노선의 지도자는 노동인민대학 강사 레오 라우키, 위리외 시롤라, 아쿠 리사넨 등이었다.
1914년 2월 21일-2월 28일간 미네소타주 덜루스에서 개최된 중부지부 대회는 연맹 내부의 건설파와 혁명파가 대립에 들어간 것을 드러내는 장이었다. 이 대회에는 지회별로 선출된 정규 대의원 49인과 중부지부 위원회, 『튀외미에스』, 노동인민대학 대표자들이 참석해섬 목소리를 냈으나 투표는 없었다.
건설파 집행위원회는 6월 14일 덜러스에서 발행되는 새로운 핀란드어 신문 『소시알리스티』(핀란드어: Socialisti→사회주의)를 지지하는 모든 지회 및 개인을 재제한닫고 발표하면서 반격을 시작했다. 그 결과 지회 40여개가 제명되었고, 상근자 30여명이 생디칼리슴과 직접행동을 옹호한다는 의혹으로 쫓겨났다. 같은 분열을 먼저 겪고 온건파 일색이 되었던 미국사회당 전국집행위원회는 건설파의 편을 들었고, 제명당한 좌파 맹원들이 재미핀인 사회주의자연맹의 통제 밖에 새로운 사회당 핀란드어 구사자 지부를 만드는 것을 금지했다.
1914년 11월, 이 계파전쟁을 해결하기 위한 제4차 대회가 열렸다. 동부의 건설파가 다수파였고 중서부의 급진파가 소수파였다. 소수파의 거점은 미네소타주 덜루스와 레오 라우키(『튀외미에스』 전 주필)가 주필을 하는 신문 『소시알리스티』였다. 다수파는 자신들이 사태를 손쉽게 해결할 수 있으리라 예상했다.
미국사회당 전국집행위원회에서 특별소위원회가 꾸려져 이 11월 대회에 참석했다. 소위원회 위원은 집행서기 월터 랜스퍼식(Walter Lanfersiek), 오스카 아메링거, 제임스 마우러(James Maurer)였다. 재미핀인 사회주의자연맹의 양 파는 각각 7명의 대표자를 보냈고, 말과 문서로써 사안을 다투었다. 특별소위원회는 전국집행위원회의 1904년 12월 12일-13일 회기에서 건설파(연맹내 우파) 집행부를 무조건적으로 지지해야 한다고 보고했다. 그리고 전국집행위원회는 핀인연맹의 지회 및 맹원 제명 결정은 주, 군, 지역 조직들에서 최종적으로 받아들여져야 한다는 결의안을 만장일치로 통과시켰다. 이 결정은 온건파 집행부를 인정하지 않고 계파전쟁을 계속할 경우 대규모 제명으로 다스리겠다는 선전포고였다. 그 결과 4,000 여명의 연맹내 좌파가 이탈했다. 하지만 이탈한 좌파는 스미스빌의 노동인민대학을 여전히 손에 넣고 있었고, 1915년부터는 『인두스트리알리스티』(핀란드어: Industrialisti→산별주의)라는 새 신문을 만들어 발행했다. 『인두스트리알리스티』는 1920년 구독자가 20,000 명에 달했다.
미국사회당 전국위원회가 온건파의 역성을 들며 봉합을 시도했음에도 불구하고, 계파전쟁은 미네소타의 핀인들 사이에 분노를 야기했다. 핀인연맹 중앙에서 제명된 좌파 지회들을 대신해 새 지회들을 설립하자 좌파 지구당들이 이 지회들을 제휴단체로 인정하는 증서를 써주기를 거부했다. 1915년 9월 시카고에서 전국위원회는 “현행 사회당 당헌에서는 이러한 문제의 관할권을 집행위원회에 부여하고 있지 않으며, 그렇기에 집행위원회는 아무 행동도 할 능력이 없다. 우리는 우리가 위원회로서 취하는 모든 행동이 사태 해결을 돕기보다는 충돌과 고통만 더 늘릴 것이라고 확신한다”고 말하며 나서기를 거부했다. 미네소타주 위원회에 “동지애의 정신으로 차이를 줄여가자”고 호소만 했을 뿐이다.

### 핀란드 내전과 재급진화 (1918년-1920년)
한편 재미핀인들의 고국인 핀란드에서는 1918년 사회주의 혁명이 일어났으나 내전으로 이어진 끝에 반혁명 세력에 의해 혁명이 분쇄되었다. 그리고 반혁명 세력은 소위 "백색테러"라고 불리는 피의 복수를 벌였다. 핀란드 내전 도중 및 내전 종전 직후 핀란드 백위대는 이런저런 이유로 8,380명을 처형했다. 희생자 대부분은 우시마주, 투르쿠 포리주, 해메주, 비푸리주 출신이었다. 뿐만 아니라 1918년 7월 5일 기준 적핀란드 참여자 및 동조자 73,915명이 백핀란드 정부의 손에 포로로 떨어졌는데, 11월이 되기 전에 그 중 11,783명이 죽었다. 포로 사망자들 중 처형이 차지하는 비중은 작은 편이었고, 열악한 포로수용소 환경과 영양실조로 인한 사망자가 가장 많았다. 이런 참사가 일어난 이유가 무엇인지는 둘째치고, 실패한 혁명의 결과 수만 명이 죽었다는 사실 자체로 미국의 핀인 공동체에서 그 혁명을 지지했던 이들과 반대했던 이들 사이에 거대한 장벽이 만들어졌다. 이는 재미핀인 사회주의 운동사에서 중요한 변곡점이었다. 비록 핀란드의 상황이 혁명적 수단의 옹호자들에게 유리했지만, 미국사회당의 모든 당내 계파는 적핀란드 혁명정부를 지지했다.
1919년 7월, 번역자-서기 헨리 악셀리 지도부의 재미핀인 사회주의자연맹은 미국사회당에 공산주의자 인터내셔널(제3인터내셔널)에 가맹하고, “소시민적 사회주의 관점을 배격”하며 “마르크스주의 혁명적 사회주의”를 채택하도록 당강령을 개정할 것을 촉구하는 성명을 발표했다. 그러나 재미핀인 사회주의자연맹은 루이스 C. 프라이나가 쓴 「좌익선언」을 수용하거나 사회당 좌파에 공식적 지지를 보내거나 하지는 않았다. 궁지에 몰려 있던 미국사회당 전국집행위원회는 재미핀인 사회주의자연맹의 반항에 제재를 가하지 않았다.
1919년 8월 30일 시카고에서 미국사회당 비상전국대회가 열렸고 124명의 대의원이 참석했다. 그 중 6명이 재미핀인 사회주의자연맹 소속이었다. 헨리 악셀리, 위리외 할로넨 등 좌파에 속한 이들과 위리외 캐켈래, 빅토르 안날라, 빌호 헤드만, 라우리 모일라넨 등 우파에 속한 이들 모두 참석했다. 재미핀인 사회주의자연맹 맹원 중 미국사회당 전국집행위원으로 선출된 사람은 없었다. 위스콘신주 슈피리어의 마티 텐후넨이 출마하기는 했지만 떨어졌다. 비상전국대회는 이민자 당원들에게 대체로 적대적이었으며, 입당 희망자는 3개월 안에 미합중국 시민권을 신청하도록 서약한다고 결정했다. 이런 태도는 재미핀인 사회주의자연맹을 소외시켰고, 연맹은 미국사회당 당권파인 시카고 계파를 점차로 적대하기 시작했다. 그래도 이때까지만 해도 재미핀인 사회주의자연맹은 미국사회당을 차악으로 인정했다. 1919년 9월의 『튀외미에스』에서 헨리 악셀리는 미국공산당은 정치적 행동에 반대하며 미국의 현실에서 수행하기 불가능한 강령을 추구하고 있다고 부정적인 평가를 내렸다. 공산노동당은 모험주의자, 글쟁이, 가두연설가들의 아말감으로  공산당보다 나을 게 없다고 했다. 그리고 미국사회당이 그마나, 비록 중도우파에게 점령당했을지라도, 선호할 만한 선택지라고 논했다. 악셀리는 “당원들 사이에 의식수준을 높여감으로써 우리는 이 당을 오늘날의 혁명적 노동자들에게 필요한 요건을 모두 갖출 수 있는 정당으로 만들어갈 수 있을 것”이라고 생각했다.

1919년 10월 25일, 시카고 노스할스테드가의 임페리얼 홀에서 재미핀인 사회주의자연맹 제5차 대회가 열렸다. 참석자는 42명 정도였다. 이제 조직의 분열은 닥쳐오고 있었다. 『뉴욕 콜』 지에서는 “많은 지회들이 소위 제3인터내셔널에 가맹할 것을 요구하고 있”고, “연맹이 공산당에 가맹할 것을 요구하는 지회들도 소수지만 이미 존재”하며, 그런 요구들이 이루어질 것 같지는 않지만 그것을 원하는 지회들이 이탈해서 공산당에 가맹할 가능성이 있다고 보도했다.

### 제2차 분열 (1920년-1921년)
연맹은 크게 분열되었다. 동부지부와 그 기관지 『라이바야』는 변함없이 미국사회당을 확고부동하게 지지했다. 중부지부와 그 기관지 『튀외미에스』는 미국사회당을 강하게 비판했지만 아직 사회당에서 탈당할 것을 주장하지는 않았다. 서부지부와 그 기관지 『토베리』는 그 중간 정도였다. 대회에서 연맹은 3개 지부 체제를 일시적으로 중단시켰다. 표면상 이유는 지부별 분파주의를 억제하고 조직의 단결을 보존하기 위한 것이었다. 그 결정의 최종 승인 여부는 맹원 전체투표로 결정되어야 했고, 1920년 1월 투표로써 결정이 통과되었다. 이것은 연맹내 좌파의 승리였다고 할 수 있는데, 친사회당 동부기관지 『라이바야』를 중부 지도부의 주시 하에 놓을 수 있게 되었기 때문이다. 열띤 토론이 며칠간 이어진 뒤, 『라이바야』가 (고국의 혁명과 동지들이 끔찍하게 작살난) 1919년 8월 이후에도 좌파로 전향하지 않은 것을 비판하는 결의안이 통과되었다. 『라이바야』 주필 프란스 쉬럘래는 맹원 전체투표로 면직되었다. 『라이바야』는 기회주의적 관점과 미국사회당 당권파에 대한 "잘못된" 태도를 규탄받았다. 그리고 『튀외미에스』의 포지션이 보증받았다.
이로써 연맹은 두쪽이 났다. 미국사회당 산하조직으로 남느냐, 탈당하고 독립조직이 되느냐. 제5차 대회는 이 두 입장으로부터 모두 대표자들을 받아 "중재위원회"를 만들었다. 동부지부는 미국사회당에서 탈당하고 싶지 않았고, 핀인 지회들이 미국사회당에서 받아들여지는 방식으로 일을 처리하며 당내에 남을 것을 주장했다. 중부 및 서부지부 대표자들도 연맹의 통일을 유지하는 것의 필요성에는 동감했으나, 다만 그 통일을 유지하기 위해서 어떠한 정당에도 예속되지 않은 독립 조직이 되어야 한다고 주장했다. 그리고 맹원 각각이 사회당이든, 공산당이든, 공산노동당이든, 어떤 정당에 입당할지, 아니면 무소속으로 남을지는 맹원들의 자유에 맡기자고 했다. 투표 결과 후자가 20대 21로 가까스로 승리했다. 동부 대의원 19명은 모두 사회당 잔류에 투표했고, 중서부 대의원 19명은 모두 탈당에 투표했다. 결과를 결정지은 것은 3개 기관지 몫의 표들이었다. 『라이바야』는 동부를, 『튀외미에스』와 『토베리』는 중서부를 따르면서 1표 차가 난 것이었다. 이 세 신문은 각각 동부, 중부, 서부의 기관지들이었기 때문에, 결국은 아무도 양보를 하지 않은 것이다. 분열은 임박해 보였다.
1920년 1월, 중재위원회의 결정안을 추인할지 여부에 관한 맹원 전체투표가 수행되었다. 투표 결과 맹원의 56%인 6,070표가 투표되었고, 그 중 3,775표가 가, 2,259표가 부에 투표하여 사회당에서 탈당하자는 안은 부결되었다. 동부에서는 3,800표 중 82%가 3,212표가 사회당 잔류에 투표했다. 투표율은 동부에서 67% 더 높았고, 중부에서 47%로 다소 낮았으며, 서부에서는 불과 29%만 투표해서 사안 자체에 무관심해 보였다.
1920년 3월 4일, 재미핀인 사회주의자연맹 집행위원회는 미국사회당 집행서기 오토 브랜스테터와 미국사회당 전국집행위원회에 제3인터내셔널 가맹 문제에 관하여 직설적으로 질의했다. 전국집행위는 11월에 제3인터내셔널 가맹은 불가능하다고 암시하는 공식 답변을 서면으로 보냈다.
1920년 12월 말 일리노이주 워키건에서 연맹 제6차 대회가 열렸다. 1920년 내내 미국공산당은 재미핀인들에게 미국사회당과 갈라서라고 촉구하는 캠페인을 벌였다. 이는 꽤 성공적이었던 듯, 미국공산당 집행서기 앨프리드 바겐크넥흐트는 제6차 대회에 참여한 연맹 대의원 대부분이 이미 공산당 당원이었고, 79개 지회가 공산당으로 전향했으며, 새로운 지회들이 계속 만들어지고 있다고 1921년 5월에 제3인터내셔널에 보고했다.
제6차 대회에 참석한 대의원 21명은 16대 5로 재미핀인 사회주의자연맹이 미국사회당에서 탈당하는 것을 다시 결정했다. 가장 큰 탈당 사유는 제3인터내셔널 가맹 실패였다. 심지어 매사추세츠의 『라이바야』나 뉴욕주 대의원들도 탈당에 투표했다. 연맹내 좌파의 지도자 엘리스 술카넨은 사회당에서 탈당하지만 공산당에 입당도 하지 않는 노선을 원했다. 『튀외미에스』가 술카넨을 지지했다.
역사학자 아우보 코스티아이넨은 1920년 제6차 대회를 다음과 같이 서술했다.
(제6차 대회는) 핀란드계 미국인 공산주의 운동의 비공식적 시작이었다. '무소속'을 지지한 재미핀인 급진파들의 마음은 공산주의자들 편에 가 있었고, 그들 중 상당수가 이미 불법 공산주의 운동의 일원이었다. 이제는 합법 공산주의 정당의 창당을 기다리는 것이었다. 이듬해 여름 미국인 공산주의자들과 첫 접선이 이루어졌고, 마침내 그해[1921년] 말엽 재미핀인들은 미국 최초의 지상 공산주의 정당 미국 노동자당의 주요 성분으로서 참여하게 되었다.

### 매년 지회수 및 맹원수 통계
| 연도 | 1906  | 1907  | 1908  | 1909  | 1910  | 1911  | 1912   | 1913   | 1914   | 1915  | 1916  | 1917  | 1918   | 1919   | 1920-Ⅰ | 1920-Ⅱ | 1921  |
| 지회 | 53    | 133   | 150   | 160   | 173   | 217   | 248    | 260    | 227    | 212   | 224   | 219   | 236    | 225    | 200    | 159    |       |
| 맹원 | 2,000 | 2,928 | 3,960 | 5,284 | 7,767 | 9,139 | 11,535 | 12,651 | 11,657 | 8,859 | 9,396 | 9,468 | 10,668 | 10,884 | 9,442  | 6,136  | 6,390 |

### 미국 노동자당 가맹
핀인연맹 본부는 한동안 모든 정당으로부터 독립을 유지하기로 했다. 사회당으로 복당하지도 않았고, 여러 파벌들로 쪼개진 공산주의 정당들의 지하정치에 관여하지도 않았다. 이 기간 동안 연맹 서기는 시카고의 본부 건물을 계속 장악한 헨리 악셀리가 유지하였다. 1921년 기준 집행위원들로는 일리노이주 블루밍턴의 K. F. 투흐카넨, 일리노이주 시카고의 이메르 벨레, 일리노이주 워키건의 파흘레 부르만, 프랑크 라우릴라, 배이뇌 레흐토, 존 후투난, 그리고 따로 지역기반 없이 돌아다니는 조직가인 카로 휘라케 등이 있었다. 1921년 당시 지하 미국공산당에 당비를 납부하는 당원 가운데 핀란드계 미국인은 400명 뿐이었다.
그러다 1921년 말엽 미국 노동자당(WPA)이 창당되면서 상황이 크게 바뀌었다. 핀인연맹은 이 당이 새로 만들어질 때 가장 큰 가맹조직 중 하나였고, 창당 이후로도 노동자당에서 가장 큰 전국조직이었다. 1923년의 노동자당의 유료당원 16,000 명 중 40% 이상이 핀인연맹 맹원이었다.
핀인 노동자연맹은 8개 지부로 나뉘었다. 1. 뉴잉글랜드, 2. 뉴욕 및 해안지대, 3. 오하이오 및 서펜실베이니아, 서뉴욕, 디트로이트, 4. 시카고 및 워키건 등 일리노이주 지자체들, 5. 상부 미시간, 6. 미네소타 및 북위스콘신과 남북다코타, 7. 오리건 및 워싱턴, 8. 캘리포니아였다. 로키산맥주들(mountain states)과 기타 지역들에는 정규 지부들 가운데 하나 아래서 기능하는 하위지부(sub-districts)들이 있었다.
각 지부의 분회들(clubs)은 매년 회의를 열어 전년도 작업을 검토하고, 핀란드어 언론과 출판물의 배포 및 지원을 기획했다. 규모가 큰 지부에는 전임 서기들과 신문요원들이 있었는데, 이들은 사실상 집집마다 돌아다니며 신문 구독을 요청하고 책을 팔았다.
핀인 노동자연맹은 1941년 국제노동자결사단(IWO)에 합병되었다.

## 분열되어 나간 조직

### 미국사회당 핀인연맹
1920년 워키건 대회의 여파로, 동부 지역의 30개 분회(맹원 2,000 명)는 사회당에 잔류하기 위해 핀인연맹에서 탈퇴하기로 결정했다. 이들은 1921년 미국사회당 핀인연맹(핀란드어: Yhdysvaltain Sosialistipuolueen Suomalainen Järjestö)으로서 조직을 결성하고, 그해 1월 사회당 전국사무국의 제안에 따라 위원회를 선출했다.
1921년 2월 말엽 메사추세츠주 피치버그의 라이바야 출판사에서 연례 총회가 열렸다. 거의 모든 주주들이 총회에 위임대리인를 보냈고, 일부에서는 서로 경쟁하는 파벌들이 각자 대리인을 보내기도 했다. 경쟁 집단 간의 긴장이 너무 심해지다 결국 주먹다짐으로 번졌고, 질서유지를 위해 경찰이 출동해야 했다. 위원회에서 사회당 지지파가 과반을 차지했고, 3,000 주를 대변하는 대표자들을 쫓아내 사회당파가 조직을 장악했다. 이로써 『라이바야』는 사회당계 핀인연맹의 기관지가 되기로 결정되었으며 다수파(좌파) 핀인연맹과 절교했다. 이에 따라 좌파 핀인연맹은 잃어버린 기관지를 대체하기 위해 새로운 신문 『에텐패인』(핀란드어: Eteenpäin→전진)을 설립했다. 『에텐패인』은 1921년 5월 25일 뉴욕시에서 첫 호를 발행하였고, 약 1년 뒤 재정 문제로 메사추세츠주 우스터로 이전했다.
사회당계 핀인연맹은 1921년 8월 13일부터 15일까지 메사추세츠주 피치버그에서 제1회 전국대회를 열었다. 이 자리에는 맹원들의 일반투표로 선출된 대의원 12명이 참석했다. 이 대회 당시 사회당계 핀인연맹은 14개 주에 66개 지회를 가지고 있었다. 그 가운데 20개는 메사추세츠주, 4개는 버몬트주, 7개는 뉴햄프셔주, 4개는 코네티컷주, 5개는 뉴욕주, 1개는 로즈아일랜드주, 4개는 뉴저지주, 7개는 오하이오주였다. 맹원 수는 3,300명으로 추산되었다.
사회당계 핀인연맹은 조직을 3개 지부로 나누었는데, 하나는 뉴잉글랜드, 하나는 뉴욕과 뉴저지와 델라웨어와 코네티컷과 펜실베이니아 일부, 마지막 하나는 펜실베이니아 일부와 오하이오, 중서부 주들이었다. 9개 지회에서는 청년인민사회주의협회(Young People's Socialist Societies)라는 이름의, 사회당 중앙당에서 공인한 청년단체를 운영했다. 이 단체의 회원은 피치버그 대회 당시 217명이었다. 또한 17개 지회에서는 사회주의 주일학교를 운영하여 946명의 어린이를 교육했다. 사회당계 핀인연맹은 사회적(“정치적”인 것과 반대되는 맥락에서) 부문조직들에 있어서 강점을 나타냈다. 66개 지회 중 10개 지회에 취주악단이 있었고, 9개 지회에 노래 노임, 18개 지회에 연극 모임, 13개 지회에 체육 모임이 있었다.
일간지 『라이바야』 외에도 격월 학술지 『뉘퀴아이카』(핀란드어: Nykyaika→근현대)를 발행했다. 또한 사회당계 핀인연맹은 피치버그 대회 당시 3종의 소책자를 만들어 배포했다. 하나는 연맹 분열의 곡절을 밝힌 것이었고, 둘째는 사회당 지지를 호소하는 것이었고, 셋째는 1921년 사회당 디트로이트 전당대회에 참여한 핀인연맹 대표단의 보고서와 전당대회의 주요 결의안을 담은 것이었다.
사회당계 핀인연맹은 피치버그 대회 이전까지 시카고의 지회들에서 선출된 집행위원회가 지도했다. 그러나 구성 지회 대부분이 뉴잉글랜드 등 동부에 집중되어 있었기 때문에, 연맹 본부를 시카고에서 피치버그로 옮기기로 했다. 집행위원회는 매년 12월 맹원들의 일반투표로 선출되었고, 1년동안 재임하였다. 집행위원회는 연맹 서기를 직접 임명하였고, 대회는 격년 개최하기로 되었다.
피치버그 대회는 사회당에 대한 기존의 오래된 모델을 재확인한 것이었다. 사회당계 핀인연맹은 시카고의 사회당 중앙당에서 당비 납부용 우표를 직접 구매해 와서 지회들에 개당 40 센트로 팔았다. 지회들은 그것을 맹원들에게 개당 50 센트로 팔아 차액 10 센트로 운영비를 꾸렸다.
사회당계 핀인연맹은 1920년대 이후에도 사회당 가맹을 강고하게 유지했다. 1927년 기준 맹비를 납부하는 유료맹원 수가 2,030명으로 집계되었고, 1928년에는 1,842명으로 감소했다. 그럼에도 불구하고 핀인연맹은 이 당시 사회당의 5개 이민자 연맹 가운데 가장 큰 규모였으며, 1927년에는 사회당 당원의 18% 이상, 1928년에는 16% 이상이 사회당계였다.

### 핀란드계 미국인 민주주의동맹
1936년, 사회당 당내 우파가 탈당하여 사회민주연맹을 창당하자 사회당계 핀인연맹에서도 사민련파가 이탈하여 “핀란드계 미국인 민주주의동맹”(Finnish American League for Democracy)을 설립했다.
핀란드계 미국인 민주주의동맹 기관지로서 『라이바야』는 1987년 1월 8일까지 발행되었다.